# Aristaria curvilinea
Aristaria curvilinea är en fjärilsart som beskrevs av William Schaus 1913. Aristaria curvilinea ingår i släktet Aristaria och familjen nattflyn. Inga underarter finns listade i Catalogue of Life.